# Eisenbahnunfall von Kranowitz
Der Eisenbahnunfall von Kranowitz ereignete sich am 24. Oktober 1919. Er war eine Flankenfahrt eines Personenzuges in einen Güterzug mit anschließendem Brand.

## Ausgangslage
Kranowitz war ein Bahnhof an der Bahnstrecke Ratibor–Troppau (heute: Racibórz–Opava) vom Deutschen Reich in die Tschechoslowakei. In der Zeit nach dem Ersten Weltkrieg blühte im „kleinen Grenzverkehr“ der Schmuggel. Insbesondere Alkohol wurde von der Tschechoslowakei nach Deutschland geschmuggelt.
Der Personenzug P 1002 von Troppau Ost nach Ratibor erreichte kurz nach 5 Uhr morgens Kranowitz. Dort wartete der Güterzug G 8901 auf einem dem Einfahrtsgleis benachbarten Gleis.

## Unfallhergang
Die Lokomotive des Güterzuges war zu weit vorgefahren, wodurch sie in das Lichtraumprofil des Einfahrtsgleises ragte. Der einfahrende Personenzug traf daraufhin die Flanke der Lokomotive. In der Folge des Zusammenstoßes brach im Gepäckwagen ein Feuer aus, das auch auf ein Fass mit hochprozentigem Alkohol, welches von Eisenbahnern geschmuggelt wurde, übergriff. Das Fass explodierte und das Feuer griff auf die Personenwagen über, in denen viele Reisende ebenfalls geschmuggelten Alkohol versteckt hatten, der teilweise auslief und das Feuer in den Fahrzeugen weiter anfachte.

## Folgen
Die Angaben zu Opfern schwanken erheblich zwischen 25 und 60 Toten und 80 bis zu 130 Verletzten. Viele Verletzte flüchteten mit Schmuggelgut vom Unfallort, so dass die Opferzahl nie genau festgestellt werden konnte.